# 최예림 (1988년)
최예림(1988년 2월 18일 ~ )은 대한민국의 국악인 겸 방송인이다. 

## 수상 =
- 2014 21C 한국음악프로젝트 금상
- 2010 제11회 국창 권삼득선생 추모 전국국악대제전 판소리 국창 권삼득선생 추모 전국국악대제전 판소리 대상
- 2010 제10회 진해전국국악대전 일반부 판소리부문 금상
- 2010 제6회 홍성가무악전국대회 종합우수상
- 2009 제7회 대한민국 여성전통예술경연대회 명인부 명창부문 은상

## 방송 프로그램
- KBS 국악관현악단 찾아가는 음악회 진행자
- KBS1 <6시 내고향> 발길따라 고향기행 패널
- KBS <평창동계올림픽> G-30 특별생방송 출연
- JTBC <풍류대장> 세미파이널 진출
- M-NET<엠 카운트다운> 출연
- KBS <불후의 명곡> 최불암편 출연
- KBS1 <아침마당> 출연
- KBS1 <TV쇼 진품명품> 쇼감정단 출연
- KBS <국악한마당> 다수 출연
- TJB 당신의 한끼 출연
- SBS 좋은아침 출연
- KBS 특별생방송 함께삽시다 출연

## 음반 작품
- 최예림- 고향생각
- 최예림- 크게 라디오를 켜고
- 최예림,해음- 마왕
- 원어스- Intro 창
- 국악밴드 소름 2집 앨범
- 김용임 천년학 피처링
- 소리디딤- 좋아좋아